# Woman of the World/To Make a Man
| Recensione | Giudizio |
| ---------- | -------- |
| AllMusic   | [ 1 ]    |

Woman of the World/To Make a Man è un album discografico di Loretta Lynn, pubblicato dalla casa discografica Decca Records nell'agosto del 1969.

## Tracce

### LP
Lato A
1. Woman of the World (Leave My World Alone) – 2:54 (Sharon Higgins) – Registrato il 18 novembre 1968 al Bradley's Barn di Mount Juliet, Tennessee
2. Johnny One Time – 2:45 (Arthur Leo Owens, Dallas Frazier) – Registrato il 9 aprile 1969 al Bradley's Barn di Mount Juliet, Tennessee
3. If You Were Mine to Lose – 2:50 (Mickey Jaco) – Registrato il 9 aprile 1969 al Bradley's Barn di Mount Juliet, Tennessee
4. The Only Time I Hurt – 2:44 (Loretta Lynn) – Registrato il 9 aprile 1969 al Bradley's Barn di Mount Juliet, Tennessee
5. No One Will Ever Know – 2:35 (Mel Foree, Fred Rose) – Registrato il 9 aprile 1969 al Bradley's Barn di Mount Juliet, Tennessee
6. Big Sister, Little Sister – 2:40 (Loretta Lynn, Frances Heighton) – Registrato il 9 aprile 1969 al Bradley's Barn di Mount Juliet, Tennessee

Lato B
1. To Make a Man (Feel Like a Man) – 2:15 (Loretta Lynn) – Registrato il 28 maggio 1969 al Bradley's Barn di Mount Juliet, Tennessee
2. I Started Loving You Again – 2:17 (Merle Haggard, Bonnie Owens) – Registrato il 2 aprile 1969 al Bradley's Barn di Mount Juliet, Tennessee
3. Stand by Your Man – 2:51 (Billy Sherril, Glenn Stutton) – Registrato il 2 aprile 1969 al Bradley's Barn di Mount Juliet, Tennessee
4. One Little Reason – 2:47 (Loretta Lynn) – Registrato il 14 maggio 1969 al Bradley's Barn di Mount Juliet, Tennessee
5. I'm Lonesome for Trouble Tonight – 2:34 (Loretta Lynn, Doyle Wilburn) – Registrato il 9 aprile 1969 al Bradley's Barn di Mount Juliet, Tennessee[3]

## Musicisti
Woman of the World (Leave My World Alone)
- Loretta Lynn - voce
- Grady Martin - chitarra elettrica solista
- Ray Edenton - chitarra acustica
- Hal Rugg - chitarra steel
- Floyd Cramer - pianoforte
- Harold Bradley - basso elettrico
- Junior Huskey - contrabbasso
- Buddy Harman - batteria
- The Jordanaires (gruppo vocale) - accompagnamento vocale, cori
- Owen Bradley - produttore

Johnny One Time / If You Were Mine to Lose / The Only Time I Hurt / No One Will Ever Know / Big Sister, Little Sister / I'm Lonesome for Trouble Tonight
- Loretta Lynn - voce
- Grady Martin - chitarra
- Ray Edenton - chitarra
- Hal Rugg - chitarra steel
- Floyd Cramer - pianoforte
- Junior Huskey - contrabbasso
- Buddy Harman - batteria
- James Wilkerson - vibrafono
- Owen Bradley - produttore

To Make a Man (Feel Like a Man)
- Loretta Lynn - voce
- Altri musicisti non accreditati
- Owen Bradley - produttore

I Started Loving You Again / Stand by Your Man
- Loretta Lynn - voce
- Grady Martin - chitarra
- Jerry Shook - chitarra
- Hal Rugg - chitarra steel
- Larry Butler - pianoforte
- Junior Huskey - contrabbasso
- Buddy Harman - batteria
- James Wilkerson - vibrafono
- Owen Bradley - produttore

One Little Reason
- Loretta Lynn - voce
- Grady Martin - chitarra
- Ray Edenton - chitarra
- Pete Wade - chitarra
- Hal Rugg - chitarra steel
- Hargus Robbins - pianoforte
- Junior Huskey - contrabbasso
- Buddy Harman - batteria
- Owen Bradley - produttore[3]

Note aggiuntive
- Bruce Lehrke - note retrocopertina album originale[4]

## Classifica
Album
| Anno | Classifica         | Posizione raggiunta |
| ---- | ------------------ | ------------------- |
| 1969 | Billboard 200      | 148                 |
| 1969 | Top Country Albums | 2                   |

Singoli
| Anno | Titolo del brano                          | Classifica        | Posizione raggiunta |
| ---- | ----------------------------------------- | ----------------- | ------------------- |
| 1969 | Woman of the World (Leave My World Alone) | Hot Country Songs | 1                   |
| 1969 | To Make a Man (Feel Like a Man)           | Hot Country Songs | 3                   |